# 32605 Lucy
32605 Lucy este o planetă minoră (asteroid), cu un diametru de 7,205 km, din centura de asteroizi. A fost descoperită pe 23 august 2001 la Observatorul Desert Eagle de William Kwong Yu Yeung și a fost numită după Dinkʼinesh⁠(d). 
Obiectul prezintă o orbită caracterizată de o semiaxă mare de 3,0043299 UAi, o excentricitate de 0,21, o înclinație de 5,43387 ° în raport cu ecliptica.